# Paimpol
Paimpol település Franciaországban, Côtes-d’Armor megyében. Lakosainak száma 7266 fő (2022. január 1.). Paimpol Kerfot, Ploubazlanec, Plouézec és Plourivo községekkel határos.

## Népesség
A település népességének változása:
| Lakosok száma | 7723 | 7994 | 7856 | 7788 | 7298 | 7199 | 7172 | 7179 | 7142 | 7266 |
|               | 1968 | 1982 | 1990 | 2006 | 2013 | 2015 | 2017 | 2019 | 2020 | 2022 |